# Ossiach
Ossiach (en slovène : Osoje) est une commune autrichienne du district de Feldkirchen, en Carinthie. Située sur la rive sud de l'Ossiacher See, elle est bien connue pour son ancienne abbaye bénédictine fondée au XIe siècle. Le complexe monastique est le site de l'Été de Carinthie, un festival annuel de musique crée en 1969.

## Géographie
La localité est située sur la rive sud de l'Ossiacher See qui s'étend au pied des Alpes de Gurktal. Ossiach se trouve à environ la moitié de la distance entre les villes de Villach et de Feldkirchen.

## Histoire

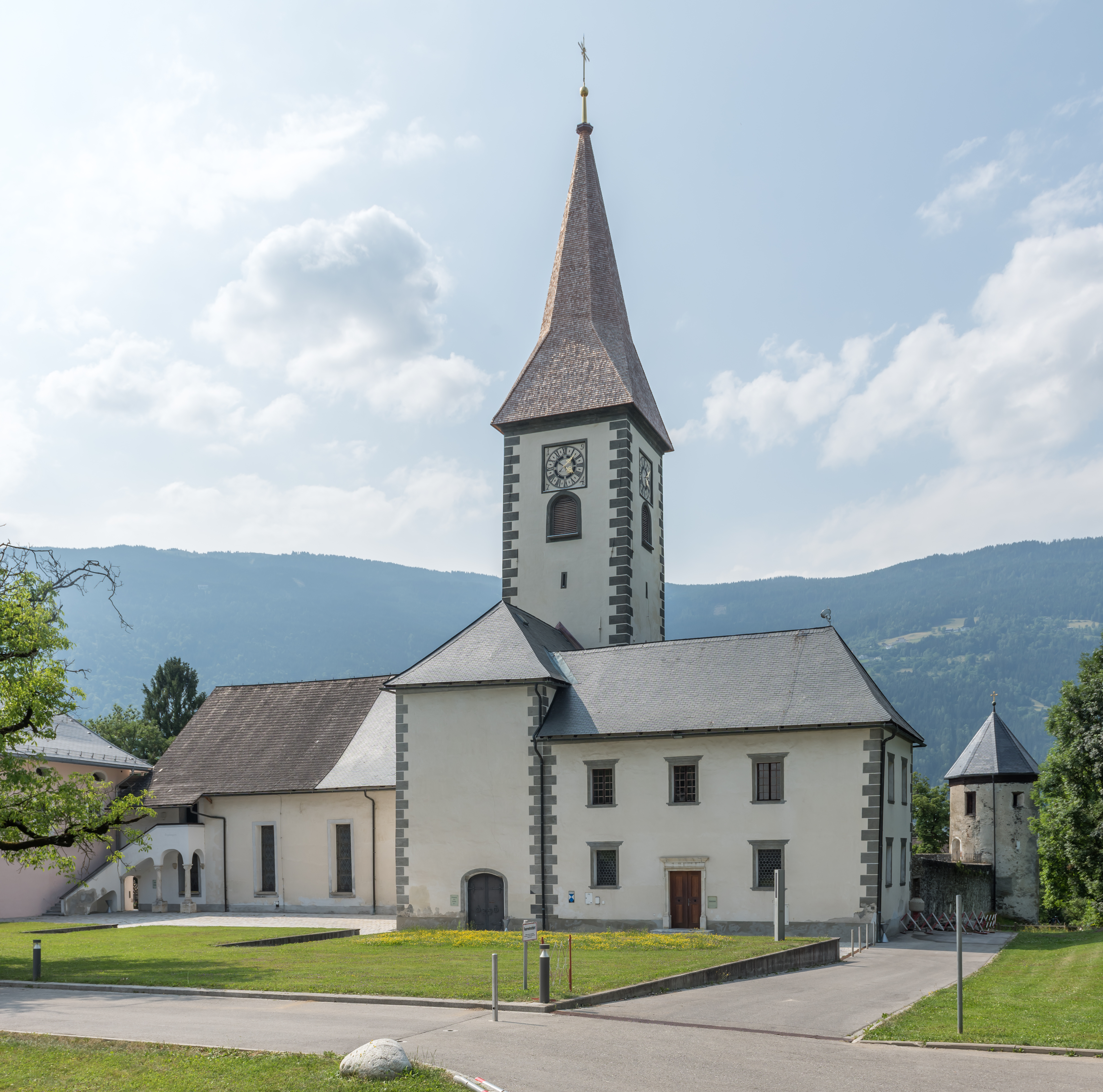
L'église abbatiale.

La rive sud du lac faisait partie des domaines du manoir de Treffen, dont le roi carolingien Carloman de Bavière fait don au monastère d'Ötting en 878. Les résultats des fouilles archéologiques ont révélé qu'il existait ici déjà une église à cette époque.
Vers la fin du Xe siècle, après la création du duché de Carinthie, le manoir de Treffen revient aux évêques de Passau, puis il échoit à l'empereur Henri II. Vers l'an 1028, son ministériel le comte Ozi avec son épouse Glismod fonde l'abbaye d'Ossiach ; les premiers moines bénédictins émanaient probablement de l'abbaye de Niederaltaich en Bavière. L'empereur Conrad II le Salique les soumit à la surveillance des patriarches d'Aquilée. Une pierre tombale près de la muraille de l'église a donné naissance à une légende, selon laquelle le roi Boleslas II de Pologne (mort vers 1081), l'assassin de l'évêque Stanislas de Cracovie, aurait trouvé refuge chez les frères d'Ossiach où il passa le reste de sa vie comme pénitent silencieux, et y serait enterré.
Le bailliage d'Ossiach a été acquis par le margrave Ottokar II de Styrie, il fut transféré à la maison de Babenberg en 1192 et ensuite à la maison de Habsbourg. Le duc Albert II d'Autriche, aussi duc de Carinthie depuis 1335, a confirmé son pouvoir temporel en 1343. Pendant cette période, la tutelle sur le couvent a été transmise aux archevêques de Salzbourg. En 1436 le duc Frédéric V de Habsbourg a conféré au monastère la basse juridiction dans ses possessions.
En été 1552, pendant l'insurrection de l'électeur Maurice de Saxe, l'empereur Charles Quint se retira temporairement à l'abbaye d'Ossiach. Après une dernière période de prospérité à l'ère du baroque, le couvent fut supprimé par un décret de l'empereur Joseph II en 1783. Au cours des réformes associées au Joséphisme, ses biens ont été nationalisés et passés au Fonds pour la Religion.
À partir de la fin du XIXe siècle, la petite commune est devenue un site touristique et une station de villégiature. L'église abbatiale et les édifices annexes, le lieu du festival Été de Carinthie, sont la propriété de l'État fédéré de Carinthie depuis 1996.